# 西鎌倉駅
西鎌倉駅（にしかまくらえき）は、神奈川県鎌倉市西鎌倉にある、湘南モノレール江の島線の駅である。駅番号はSMR5。

## 歴史

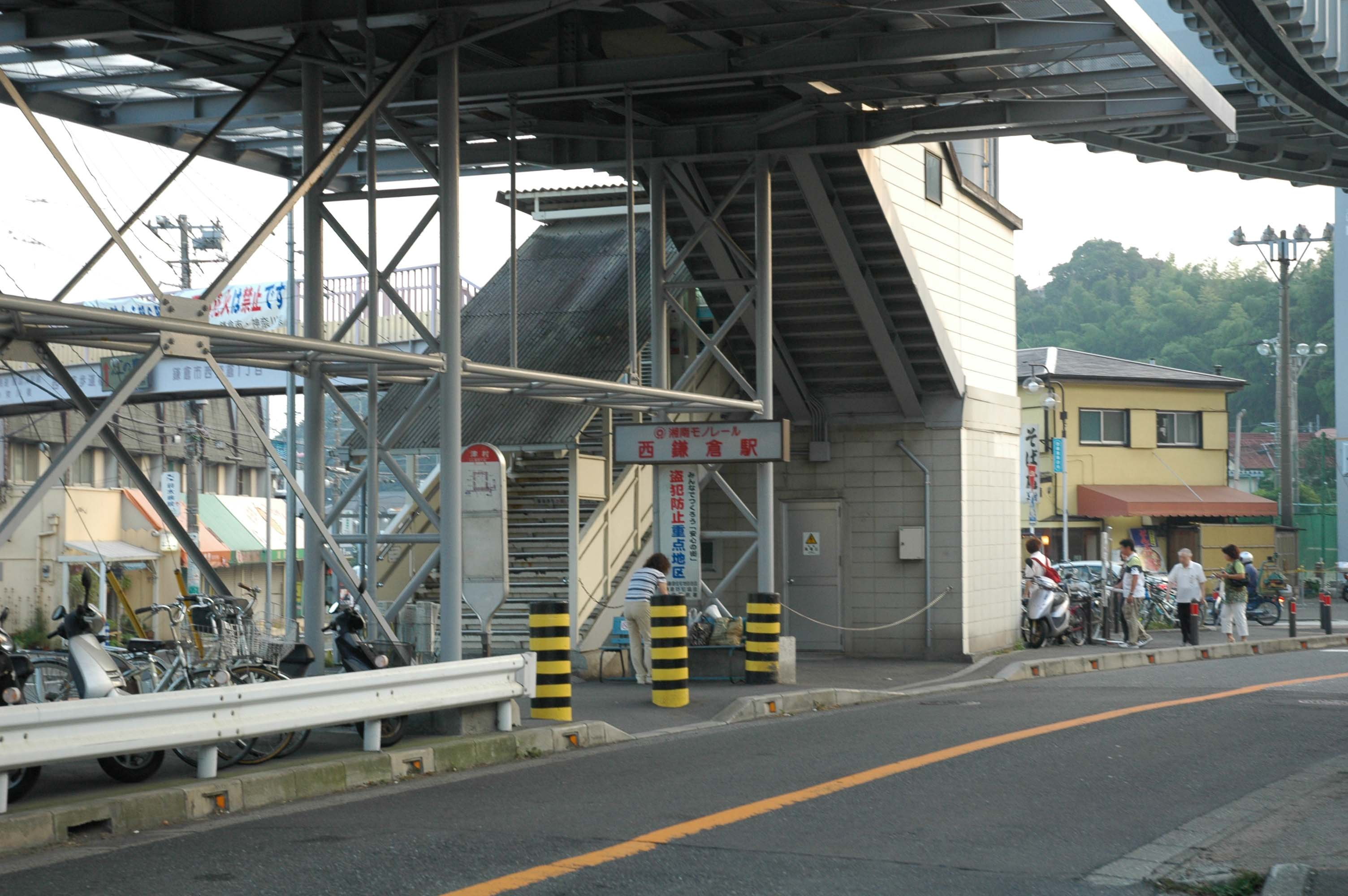
旧駅舎（2008年8月）

- 1970年（昭和45年）3月7日：大船駅 - 当駅間開通にともない終着駅として開業[1]。
- 1971年（昭和46年）7月1日：湘南江の島駅までの延伸により中間駅となる[1]。
- 2008年（平成20年）2月24日：湘南深沢駅方面からの進入列車がブレーキ故障のため停止信号を冒進し、片瀬山駅側分岐器に衝突する事故が発生[1]。
- 2011年（平成23年）3月3日：バリアフリー化改修工事完了と共に、施設の供用を開始する[2]。
- 2012年（平成24年）3月31日：自動改札機と自動精算機が導入され、供用を開始する。
- 2018年（平成30年）4月1日：ICカード「PASMO」の利用が可能となる[3]。

## 駅構造

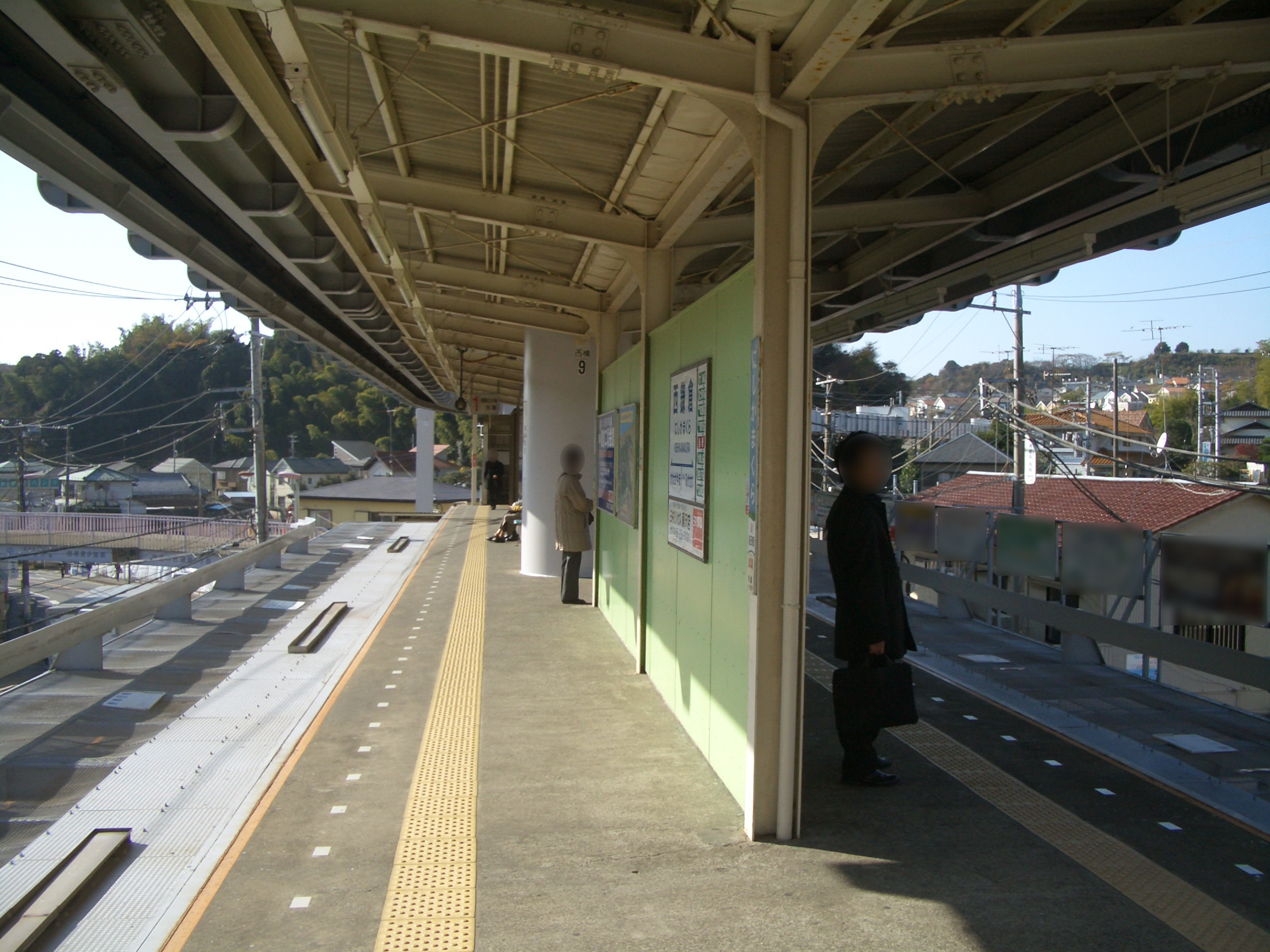
ホーム（2008年12月）

島式ホーム1面2線の高架駅。開業以来、ホーム上屋の延伸が行われた程度で殆ど手が加えられずに推移していたが、2011年3月3日、鎌倉市第3次総合計画・第2期基本計画にもある当駅駅施設のバリアフリー化が完了し、施設の供用を開始した。駅構内では階段並びにエレベーターでの移動が可能である。無人駅のため券売機ならびに自動精算機脇に駅係員連絡用インターホンが設置されている。構内では2005年(平成17年)から採用された第1次サインシステムが全面的に採用されているほか、駅舎外ではあるが当路線唯一となるオープン型宅配ロッカーPUDOステーションが設置されている。

### のりば
| 番線 | 路線      | 行先               |
| ---- | --------- | ------------------ |
| 1    | ■江の島線 | 湘南江の島方面     |
| 2    | ■江の島線 | 湘南深沢・大船方面 |

## 利用状況
各年度の1日平均乗車人員は下表の通り。
| 乗車人員推移       | 乗車人員推移     | 乗車人員推移 |
| 年度               | 1日平均 乗車人員 | 出典         |
| ------------------ | ---------------- | ------------ |
| 1998年（平成10年） | 2,987            | [ * 2 ]      |
| 1999年（平成11年） | 2,837            | [ * 3 ]      |
| 2000年（平成12年） | 2,764            | [ * 4 ]      |
| 2001年（平成13年） | 2,708            | [ * 4 ]      |
| 2002年（平成14年） | 2,617            | [ * 5 ]      |
| 2003年（平成15年） | 2,593            | [ * 6 ]      |
| 2004年（平成16年） | 2,619            | [ * 7 ]      |
| 2005年（平成17年） | 2,621            | [ * 8 ]      |
| 2006年（平成18年） | 2,603            | [ * 9 ]      |
| 2007年（平成19年） | 2,571            | [ * 10 ]     |
| 2008年（平成20年） | 2,483            | [ * 11 ]     |
| 2009年（平成21年） | 2,477            | [ * 12 ]     |
| 2010年（平成22年） | 2,435            | [ * 13 ]     |
| 2011年（平成23年） | 2,371            | [ * 14 ]     |
| 2012年（平成24年） | 2,558            | [ * 15 ]     |
| 2013年（平成25年） | 2,605            | [ * 16 ]     |
| 2014年（平成26年） | 2,560            | [ * 17 ]     |
| 2015年（平成27年） | 2,619            | [ * 18 ]     |
| 2016年（平成28年） | 2,638            | [ * 19 ]     |
| 2017年（平成29年） | 2,629            | [ * 20 ]     |
| 2018年（平成30年） | 2,763            | [ * 21 ]     |
| 2019年（令和元年） | 2,856            | [ * 22 ]     |
| 2020年（令和02年） | 2,112            | [ * 23 ]     |
| 2021年（令和03年） | 2,308            | [ * 24 ]     |
| 2022年（令和04年） | 2,544            | [ * 25 ]     |
| 2023年（令和05年） | 2,750            | [ * 1 ]      |

## 駅周辺
- 旧西武西鎌倉分譲地
- 新鎌倉山・南鎌倉山住宅地
- 西鎌倉商店会
- 青蓮寺（鎖大師）
- 龍口明神社
- 鎌倉山
- スズキヤ西鎌倉店（スーパーマーケット）
- ユーコープ西鎌倉店（スーパーマーケット）
- 神奈川県道304号腰越大船線
- 市道大船西鎌倉線（旧京浜急行有料道路）

### バス路線
駅前に設置されている「津村」が最寄りバス停。駅北側の市道大船西鎌倉線及び南側の県道304号にそれぞれ乗り場が設置されている。
- 市道大船西鎌倉線北方向（全路線鎌倉山経由）
  - 京浜急行バス
    - 船5 - 大船駅行
- 市道大船西鎌倉線南方向（全路線諏訪ケ谷経由）
  - 京浜急行バス
    - 船5 - 大船駅行 ※朝のみ
- 県道304号北方向
  - 江ノ電バス
    - N3・N31・N35 - 大船駅東口交通広場行（手広経由）
    - F4 - 藤沢駅南口行（手広経由）
    - F21 - 藤沢駅南口行（片瀬山経由）
- 県道304号新鎌倉山方面
  - 江ノ電バス
    - N35 - 新鎌倉山循環 大船駅東口交通広場行き（日中のみ3本）
- 県道304号南方向（腰越駅経由）
  - 江ノ電バス
    - N3 - 江ノ島行
    - F4 - 小動循環・小動行（土日祝のみ3本）

## 隣の駅
湘南モノレール
■江の島線
湘南深沢駅（SMR4） - 西鎌倉駅（SMR5） - 片瀬山駅（SMR6）